# Cekal Baru
Cekal Baru is een bestuurslaag in het regentschap Bener Meriah van de provincie Atjeh, Indonesië. Cekal Baru telt 1135 inwoners (volkstelling 2010).